# João Roberto Borges
João Roberto Borges de Souza (João Pessoa, 14 de outubro de 1946 - Catolé do Rocha (?), 1969) foi um militante do movimento estudantil brasileiro, morto pela ditadura militar.

## Biografia
Era filho de Francisco Xavier Borges de Souza e Eulina Borges de Souza. nascido na capital, foi criado com a família em cabedelo. Estudou Medicina na Universidade Federal da Paraíba e foi vice-presidente da União Estadual dos Estudantes da Paraíba. Em outubro de 1968, participou do 30° congresso da UNE, em Ibiúna, quando foi preso pela primeira vez. Também era membro da Ação Popular nessa época. João Roberto teve seus direitos de estudante cassados por dois anos pelo Decreto 477.
Filiado ao Partido Comunista Brasileiro, foi detido pela segunda vez no 1º Grupamento de Engenharia da Construção, em João Pessoa. Fugiu para o Recife com sua namorada, Jô Moraes, mas foi preso pela terceira vez e passou três meses no DOPS, onde foi torturado. Ao sair da prisão, foi informado de que só não seria morto se colaborasse com os órgãos de repressão política. Recusando a proposta, voltou para a Paraíba. Foi preso em 7 de outubro de 1969, por integrantes do CCC e do Cenimar. Sua família procurou as autoridades, mas não conseguiu descobrir para onde ele havia sido levado. Três dias depois sua morte foi comunicada, sendo a causa oficial "afogamento no açude Olho D´´Agua". Entretanto, o corpo apresentava sinais de tortura, como hematomas, queimaduras por cigarros e unhas perfuradas.

## Homenagens
Hoje existem  uma avenida e duas escolas com seu nome: a Escola Cidadã Integral Técnica João Roberto Borges, em João Pessoa, e a Escola Municipal João Roberto Borges, em Cabedelo.